# Драгољуб Мирчетић
Драгољуб Мирчетић (Белегиш, 1922 — Ниш, 2004) био је један од најактивнијих нишких публициста друге половине 20. века, који је иза себе оставио преко 1.200 библиографских јединица различитих формата (ауторских монографија, новинских и часописних чланака, излагања и брошура).

## Живот и каријера
Рођен је 1922. године у Белегишу у Војводини а одрастао у Нишу, где је завршио Основну школу „Вожд Карађорђе“ и Прву мушку гимназију. После Другог светског рата студирао је на Економском факултету у Београду, а дипломирао је на Вишој војној академији где је касније, на Катедри за Војну историју, био предавач.
Обављао је различите послове у војној служби у којој је стекао чин потпуковника.
Као публициста и културни радник био је члан редакција неколико нишких часописа (Нишки зборник, Тражења, Градина).
Умро је 2004. године у Нишу.

## Дело
Драгољуб Мирчетић је читаву радну каријеру посветио претежно истраживању војнополитичке историје Ниша и јужне Србије. Зато је највећи део његових радова управо из ове области.
Најпрепознатљивије Мирчетићево дело и репрезентативни пример његове ауторске каријере представља дводелна Војна историја Ниша. У њој је приказао војне околности које су се одразиле на Ниш и његову околину у периоду од 240 до 1944. године. Осим овог наслова капиталне вредности, Мирчетића је и серија монографија о војним операцијама неколико партизанских бригада и одреда који су били активни у рејону југоисточне Србије за време Другог светског рата.
Мирчетичев страживачки рад у области историографије, објављен је у низу публикација, у којима је је он показо своје аналитичарске, социолошких и културолошке, па чак и књижевне спсобности стварања.
Објављеним материјалима Мирчетић је показо, не само праву ширину његовог интелекта и проблематике која га је заокупљала и одражава, већ и богатство приватна библиотека коју је, посредством своје породице, оставио Народној библиотеци Стеван Сремац у Нишу.

## Мирчетић као дародавац
Даровани опус књига броји четири стотине библиографских јединица, претежно историографске тематике. Осим наслова из Мирчетићевог ауторског опуса, његова библиотека броји и велики број дела угледних историчара (Владимир Стојанчевић, Андреј Митровић, Миле Бјелајац, Севделин Андрејевић, Стојан Анастасијевић, Димитрије Кулић, Петар Гагулић, Драгољуб Трајковић, Сергије Димитријевић), која су незаобилазна у изучавању питања од ширег, националног, и локалног, или нишко-јужносрпског значаја.
Ако уз то додамо да немали број тих наслова чине данас ретке и врло тражене књиге, његова библиотека значајно че допринети мисији Народној библиотеци Стеван Сремац у Нишу (у којој су смештене), да непрекидно ради, као једна од водећих установа културе у Нишу, на ширењу и промоцији науке и културе.